# گلستان، نخجوان
گلستان (به لاتین: Gülüstan) منطقه‌ای مسکونی در جمهوری آذربایجان است که در جمهوری خودمختار نخجوان واقع شده‌است. گلستان ۴۸۲ نفر جمعیت دارد.